# كأس صربيا 2003–04
كأس صربيا 2003–04 هو الموسم 13 من كأس صربيا ‏. أقيم خلال الفترة 28 أكتوبر 2003 وحتى 12 مايو 2004، وأشرف على تنظيمه اتحاد صربيا لكرة القدم، وكان عدد الأندية المشاركة فيه 32، وفاز فيه النجم الأحمر بلغراد.